# Marlies Teichmüller
Marie-Luise Barbara „Marlies“ Teichmüller, geborene Köster, (* 11. November 1914 in Herne; † 12. September 2000 in Krefeld) war eine deutsche Geologin, die sich insbesondere mit der Geologie und Petrographie der Kohle befasste, häufig in Zusammenarbeit mit ihrem Mann Rolf Teichmüller.

## Leben
Teichmüller besuchte in Egeln bei Magdeburg, Heygendorf bei Artern und Herne die Schule (Abitur in Herne 1934) und studierte Geographie und Mathematik in Freiburg im Breisgau, dann Geographie und Geologie an der Universität Berlin mit einem US-Aufenthalt bei dem US-amerikanischen Kohle-Petrographen Reinhardt Thiessen vom US Bureau of Mines in Pittsburgh, wo sie ihre Dissertation begann. Sie wurde 1941 formal bei Hans Stille in Berlin promoviert über die Petrographie US-amerikanischer Kohle, war dort aber eigentlich Schülerin von Erich Stach (1896–1987), einem Spezialisten für Kohle-Petrographie, damals Privatdozent in Berlin, mit dem sie auch nach dem Krieg in Krefeld zusammenarbeitete. Ein weiterer ihrer Lehrer war der Paläobotaniker Walther Gothan. Nach der Promotion war sie bei der Geologischen Reichsanstalt in Berlin und nach dem Zweiten Weltkrieg zunächst in Bochum, wo sie sich mit rheinischer Braunkohle befasste, und dann am Geologischen Landesamt Nordrhein-Westfalen in Krefeld. 1984 ging sie in den Ruhestand, forschte aber weiter am Landesamt.
Sie war seit 1938 mit dem Geologen Rolf Teichmüller (1904–1983) verheiratet.
1969 erhielt sie mit ihrem Mann die Hans-Stille-Medaille, und 1978 erhielt sie die Carl-Engler-Medaille der Deutschen Wissenschaftlichen Gesellschaft für Erdöl, Erdgas und Kohle (DGMK). 1953 war sie Gründungsmitglied des International Committee for Coal Petrology (ICCP).
Sie lieferte zahlreiche Beiträge zur Geologie und Petrographie der Kohle und ihre Arbeiten über Inkohlung hatten auch Einfluss in der Erdölgeologie. Insbesondere verfeinerte sie mikroskopische Techniken zum Studium der Kohle (in den 1970er Jahren zum Beispiel Fluoreszenzmikroskopie, später Transmissions-Elektronenmikroskopie).
1992 gründete sie die Rolf und Marlies Teichmüller Stiftung (angesiedelt bei der Deutsche Geologische Gesellschaft – Geologische Vereinigung), die Stipendien und Preise an den wissenschaftlichen Nachwuchs vergibt.

## Schriften
- mit Geoffrey H. Taylor, A. Davis, C. Diessel, R. Littke, P. Robert Organic Petrology, Borntraeger 1998
- Beiträge zu Erich Stach (Herausgeber) Stach´s Textbook of Coal Petrology, Borntraeger Verlag 1975, 1982 (Origin of petrographic constituents of coal, 1975, The importance of coal petrology in prospecting for oil and natural gas, 1982, The geological basis of coal formation, mit Rolf Teichmüller 1982)
- mit Rolf Teichmüller: Inkohlungsfragen im Ruhrkarbon, Zeitschrift der Deutschen Geolog. Ges., Band 99, 1949, S. 40–77
- Zum petrographischen Aufbau und Werdegang der Weichbraunkohle, Geolog. Jahrbuch für die Jahre 1943–1948, Band 64, 1950, S. 429–488
- Die Genese der Kohle, C. R. 4th Congr. Int. Strat. Geol. Carbonifere, Heerlen 1959, Band 3, 1962, S. 699–722
- The genesis of coal from the viewpoint of coal petrology, Int. Jour. Coal Geol., Band 12, 1989, S. 1–87
- Generation of petroleum-like substances in coal seams as seen under the microscope. In: B. Tissot, F. Biener (Herausgeber): Advances in Organic Geochemistry 1973, Technip Paris, 1974, S. 321–348.
- Organic Petrology of source rocks, history and state of the art, Org. Geochem., Band 10, 1986, S. 581–599.
- mit Rolf Teichmüller: Geological aspect of coal metamorphism. In: D. Murchison, T.S. Westoll (Herausgeber): Coal and Coal-bearing Strata, Oliver and Boyd Publications, Edinburgh and London, 1968, S. 233–267
- mit Rolf Teichmüller: Diagenesis of Coal (Coalification). In: G. Larsen, G.V. Chilinger (Herausgeber) Diagenesis of Sediments and Sedimentary Rocks, Elsevier, Amsterdam, 1979, S. 207–246.
- mit M. Wolf: Application of fluorescence microscopy in coal petrology and oil exploration. Jour. Micros., Band 109, 1977, S. 49–73.
- The genesis of coal from the viewpoint of coal petrology, in P.C.Lyons, P. Alpern (Herausgeber) Peat and Coal: Origin, Facies and Depositional Models, Internat. Journal of Coal Geology, Band 12, 1989, S. 1–87
- Fluoreszenzmikroskopische Änderungen von Liptiniten und Vitriniten mit zunehmendem Inkohlungsgrad und ihre Beziehungen zu Bitumenbildung und Verkokungsverhalten, Geolog. Landesamt Nordrhein-Westfalen, 1982 (englische Übersetzung, Society of Organic Petrology Special Publications 1, 1984)
- Rekonstruktionen verschiedener Moortypen des Hauptflözes der niederrheinischen Braunkohle, Fortschritte in der Geologie von Rheinland und Westfalen, Band 2, 1958, S. 599–612, Neuauflage Geologisches Landesamt Nordrhein-Westfalen 1991